# Giáo hoàng Nicôla III
Nicôlaô III (Latinh: Nicolaus III) là vị giáo hoàng thứ 188 của giáo hội công giáo.
Theo niên giám tòa thánh năm 1806 thì ông đắc cử Giáo hoàng năm 1277 và ở ngôi Giáo hoàng trong 2 năm 8 tháng 17 ngày. Niên giám tòa thánh năm 2003 xác định ông đắc cử Giáo hoàng ngày 25 tháng 11 năm 1277, ngày khai mạc chức vụ mục tử đoàn chiên chúa là ngày 26 tháng 12 và ngày kết thúc triều đại của ông là ngày 22 tháng 8 năm 1280.
Giáo hoàng Nicôlaô Tam Thế sinh tại Roma vào khoảng giữa năm 1210 và 1220 với tên thật là Giovanni (Gioan) Gaetano Orsini. Ông gửi các thừa sai đi truyền giáo cho các vua Tartar.
Ông là vị Giáo hoàng đầu tiên ổn định ngai vị ở Vatican và sống ở đó hầu hết triều Giáo hoàng của ngài. Với ý định đó ông đã cho xây dựng một cung điện và nó đặt nền móng ban đầu cho Điện Vatican. Nicôlaô Tam Thế cũng còn xây dựng các khu vườn và nổi tiếng là "Passetto di Borgo". Ông bị mang tiếng là gia đình trị và bủn xỉn. Ông qua đời tại Soriano gần Viterbe.